# بگا ولی شایر
بگا ولی شایر (به انگلیسی: Bega Valley Shire) یک منطقهٔ مسکونی در استرالیا است که در نیو ساوت ولز واقع شده‌است.